# Kay Kohlmeyer
Kay Michael Kohlmeyer (* 18. März 1950 in Braunschweig) ist ein deutscher Vorderasiatischer Archäologe. Er ist seit 1994 Professor an der Hochschule für Technik und Wirtschaft Berlin (HTW).

## Leben
Nach dem Abitur am Gymnasium Martino-Katharineum in Braunschweig studierte er an der Freien Universität Berlin (FU) von 1968 bis 1969 Klassische Archäologie und von 1969 bis 1976 Vorderasiatische Archäologie. Nach Teilnahme an den Ausgrabungen in Habuba Kabira (1970–1975) und Tell Bi'a (1980–1981) in Syrien wurde er 1981 an der FU  mit einer Dissertation über Felsbilder der hethitischen Großreichszeit promoviert. Nach Arbeiten am Museum für Vor- und Frühgeschichte in Berlin, für die Deutsche Orient-Gesellschaft und das Deutsche Archäologische Institut in Berlin ist er seit 1994 Professor für Geo- und Feldarchäologie an der HTW. Kohlmeyers Forschungsschwerpunkt ist die Archäologie Syriens und Anatoliens. Er war ab 1996 an Grabungen an der Großen Moschee, der Zitadelle und dem Tempel des Wettergottes in Aleppo beteiligt.

## Schriften (Auswahl)
- Felsbilder der hethitischen Großreichszeit. In: Acta Praehistorica et Archaeologica. 15, 1983, S. 7–154.
- Der Tempel des Wettergottes von Aleppo (= Gerda Henkel Vorlesung). Rhema, Münster 2000, ISBN 3-930454-24-6.
- mit Julia Gonnella, Wahid Khayata: Die Zitadelle von Aleppo und der Tempel des Wettergottes. Neue Forschungen und Entdeckungen. Rhema, Münster 2005, ISBN 3-930454-44-0.
- Der Tempel des Wettergottes von Aleppo. Baugeschichte und Bautyp, räumliche Bezüge, Inventar und bildliche Ausstattung. In: Jens Kamlah, Henrike Michelau (Hrsg.): Temple Building and Temple Cult. Architecture and Cultic Paraphernalia of Temples in the Levant (2.–1. Mill. B.C.E.) (= Abhandlungen des Deutschen Palästina-Vereins. 41). Harrassowitz, Wiesbaden 2012, ISBN 978-3-447-06784-3, S. 55–78.